# الشهداء (مدينة)
30°36′14″N 30°54′08″E / 30.603935°N 30.902109°E
مدينة الشهداء هي مدينة مصرية تتبع محافظة المنوفية سميت بذلك لأنه أثناء دخول الفتح الإسلامي لمصر أستشهد بها الكثير من المسلمين أثناء الفتح الإسلامي لمصر في اثناء المعارك مع الرومان. كان علي رأس الذين استشهدوا محمد بن الفضل بن العباس. المدينة مجاورة لمحافظة البحيرة.
تضم الشهداء مسجد سيدي شبل الأسود الذي يستقبل مليون زائر كل عام لإحياء ذكرى (محمد بن الفضل بن العباس) بجانب العديد من الأضرحه الصوفية التي تنتشر في أماكن مختلفة من المدينة حيث يزيد عددهم عن 500 ضريح.
مع توسع المدينة، أصبحت قرية سرسنا حيًا من أحياء المدينة، وهي القرية التي ذكرها علي مبارك في كتابه الخطط التوفيقية، حيث ذكر أنها قرية في مديرية المنوفية من أعمال منوف، بالقرب من قرية الشهداء، بها نخيل كثير وجامع بمنارة وعدة زوايا وأهلها مسلمون مهنتهم الزراعة ونسج الكتان، وجملة أراضيها 1268 فدان يسقيها عدد من السواقي، ولها سوق يقام كل أثنين وتم نقله مؤخرا على ترعة الغزالية.

## جغراقيا

### الموقع الفلكي والوصف
تقع مدينة الشهداء على خط طول 35' 30° شرقاً وخط عرض 54' 31° شمالاً، تتبع إدارياً لمحافظة المنوفية.

### الموقع الجغرافي
تقع مدينة الشهداء في محافظة المنوفية حيث يحدها
- من الشمال: مركز تلا .
- من الشرق: مركزي شبين الكوم وتلا .
- من الغرب: نهر النيل - فرع رشيد.
- من الجنوب: مركز منوف.| وردة الرياح |                  | تلا              |                    | وردة الرياح |
| وردة الرياح | تلا • شبين الكوم |                  | نهر النيل فرع رشيد | وردة الرياح |
| وردة الرياح | تلا • شبين الكوم | \| \| الشهداء \| | نهر النيل فرع رشيد | وردة الرياح |
| وردة الرياح | تلا • شبين الكوم |                  | نهر النيل فرع رشيد | وردة الرياح |
| وردة الرياح | منوف             |                  |                    | وردة الرياح |
|             | الشهداء          |                  |                    |             |

### المساحة
- مساحة مركز الشهداء: 154,82 كم² .
- نسبة مساحة مركز الشهداء من إجمالي مساحة محافظة المنوفية: 6,9% من مساحة محافظة المنوفية الكليّة.[3]

## تاريخ
عثر بتل سرسنا أحد أحياء المدينة اليوم على عدد من الأعمدة والتيجان الأثرية وتكاسير أوان يونانية ورومانية، وكشف به عن حمام روماني وتماثيل. تكاد الآثار الإسلامية في المنوفية كلها تتركز في المدينة، إذ توجد بها مقبرة ترجع إلى عام 65 هـ، يوجد بها اليوم عدد محدود من الأضرحة وقبة واحدة، يُرجّح أنها تعود إلى العصر الفاطمي نظرًا لتشابهها المعماري مع قبة الجيوشي بالمقطم. وشرق المقابر يقع مسجد شبل الأسود، المنسوب إلى محمد بن الفضل بن العباس بن عبد المطلب. وتتنوع الروايات حول قدومه إلى المدينة، فيُقال إنه استشهد في إحدى معارك المنوفية عام 40 هـ، أو أنه قدم إليها بعد مقتل عثمان بن عفان، واستُشهد في ما يُعرف بمعركة الشهداء. وقد أعادت وزارة الأوقاف بناء المسجد في القرن العشرين، وهو يتألف من مربعين الأول فيه صحن مكشوف، والثاني يحتوي على إيوان القبلة. وفي الضلع الغربي للأخير مقامًا يُنسب إلى محمد شبل.

## احياء المدينة
- حي الشهداء
- حي ميت شهالة
- حي سرسنا

## شخصيات بارزة
- أحمد بك أبو الفتح، (1866 - مارس 1949) فقيه مسلم وحقوقي.
- عبد المجيد سليم: شيخ الأزهر سابقا ومفتي الديار المصرية سابقا.
- محمود الخفيف: من علماء الأدب أشهر كتبه (أحمد عرابي الزعيم المفترى عليه – أبراهام لنكولن – هدية الإخراج إلي عالم المدنية – تولستوي).
- محمد علي الخفيف: حاصل علي جائزة الدولة التشجيعية في العلوم الطبية البيئية عام 1992.[6]